# Brattleboro
Brattleboro è una città degli Stati Uniti d'America, nella contea di Windham, nello Stato del Vermont.
Lo scrittore britannico Joseph Rudyard Kipling intorno al 1892 visse a Brattleboro in una casa che ora si trova in Kipling Road, dove scrisse Il libro della giungla e altri lavori.

## Società

### Evoluzione demografica
La popolazione era di 12 184 abitanti nel censimento del 2020.

## Letteratura
Brattleboro è uno dei luoghi in cui è ambientato il racconto Colui che sussurrava nelle tenebre di H.P. Lovecraft.